# Céline Bonacina

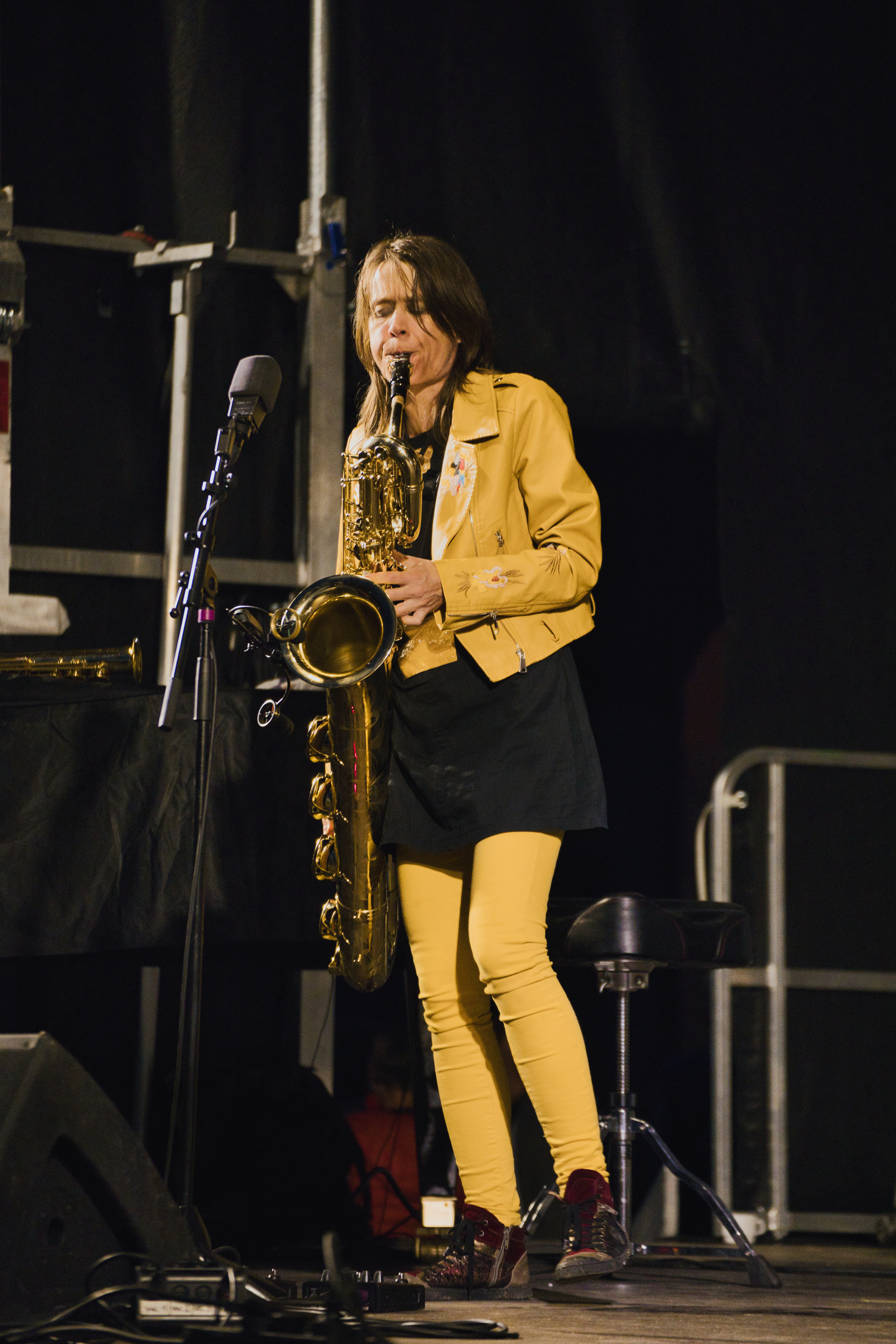
Céline Bonacina auf dem INNtöne Jazzfestival 2021

Céline Bonacina (* 23. Juli 1975 in Belfort) ist eine französische Jazzmusikerin (Saxophon und Komposition). Sie spielt Sopran-, Alt- und bevorzugt Baritonsaxophon.

## Leben
Bonacinas musikalisches Interesse wurde im Alter von acht Jahren geweckt. Sie nahm Unterricht im klassischen Saxophonspiel an verschiedenen Konservatorien in ihrer Geburtsstadt und in Besançon, dann in Paris.
Zwischen 1996 und 1998 spielte Bonacina Baritonsaxophon in verschiedenen Jazz-Bigbands in Paris. Danach zog sie für sieben Jahre nach La Réunion, um dort Saxophon am Conservatoire National de Région zu unterrichten. In dieser Zeit nahm sie an zahlreichen Festivals in der Region des Indischen Ozeans teil. Musikalische Einflüsse dieser Zeit, etwa die Einbeziehung der dortigen lebendigen Rhythmen, zeigen sich in ihren späteren Kompositionen. Zurückgekehrt nach Paris erschien 2005 ihr Debütalbum Vue d'en Haut.
Bonacina arbeitete mit Musikern wie dem französischen Pianisten Laurent de Wilde, dem kubanischen Pianisten Omar Sosa, dem Vibraphonisten Mike Mainieri, dem Saxophonisten Andy Sheppard sowie den Gitarristen Yannick Robert und Nguyên Lê zusammen. Zudem ergänzte sie zeitweise die Funk Unit des schwedischen Posaunisten Nils Landgren. Weiterhin trat sie mit Michael Wollny, Michel Benita, Didier Levallet, Tineke Postma, Julien Lourau, Bojan Z, Terri Lyne Carrington und Rhoda Scott auf.
Ihr Album Way of Life, das fast ausschließlich auf Eigenkompositionen basiert, wurde im Trio mit dem Franzosen Nicolas Garnier (E-Bass) und dem Madagassen Hary Ratsimbazafy (Schlagzeug und Perkussion) sowie dem Gitarristen Nguyên Lê als Gastmusiker aufgenommen. Im November 2010 nahm sie mit ihrem Trio am JazzFest Berlin teil.

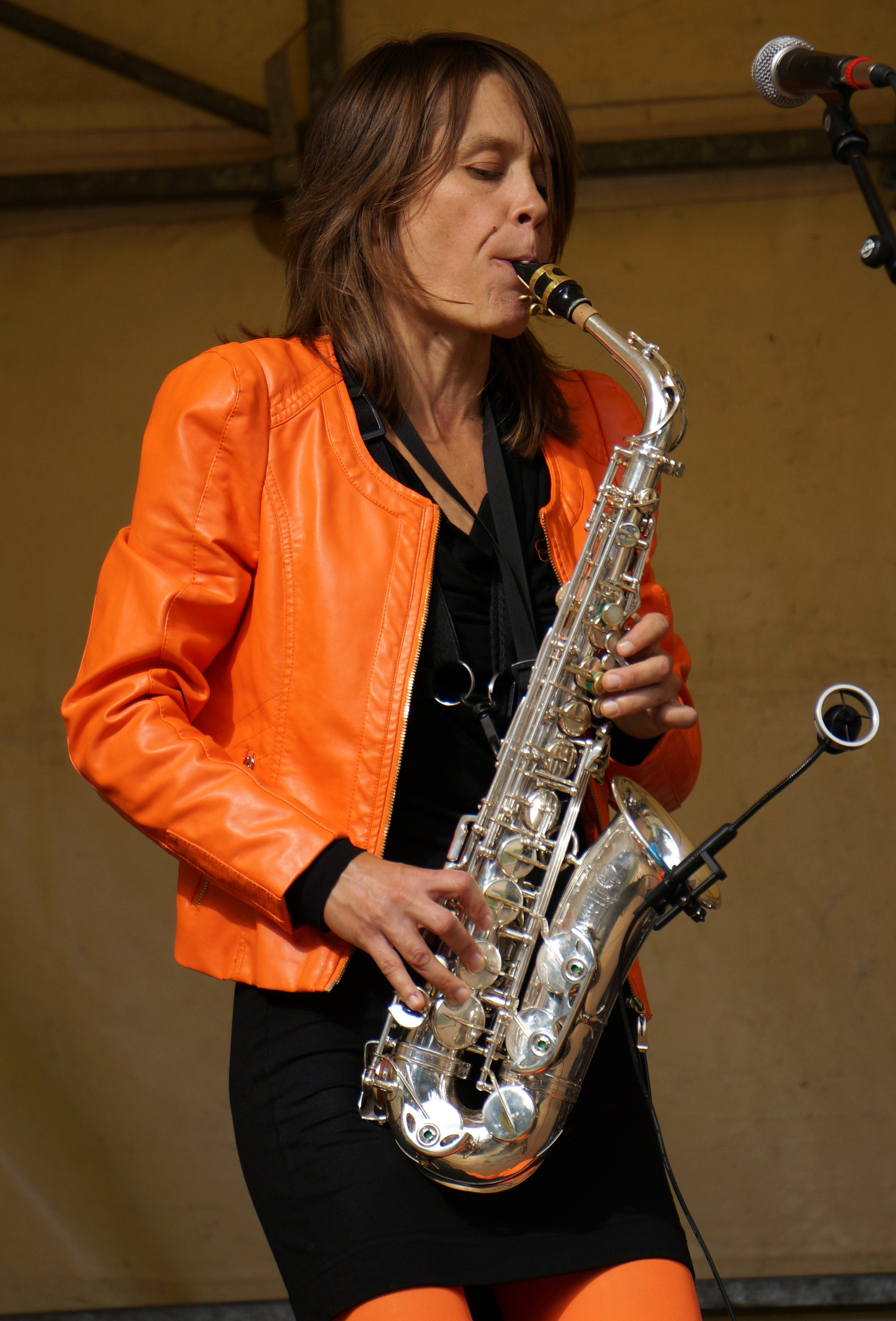
Céline Bonacina, 2013

Bonacina hat eine Reihe von Preisen als Saxophonistin in den Sparten Klassik und Jazz erhalten, wie etwa beim Concours national de jazz de la Défense oder dem Festival Jazz - La Ciotat. Zwischen 2017 und 2019 wurde sie im Kritikerpoll des Down Beat jährlich als „Rising Star“ genannt. 2019 errang sie mit ihrem Crystal Quartet den Publikumspreis des BMW Welt Jazz Award.

## Diskographie (Auswahl)
- Céline Bonacina: Vue d’en Haut, 2005
- Céline Bonacina Trio Inviting Nguyên Lê: Way of Life, 2010
- The ACT Jubilee Concert, 2012
- Céline Bonacina Trio: Open Heart, 2013 (mit Kevin Reveyrand, Hary Ratsimbazafy sowie Himiko Paganotti, Pascal Schumacher, Mino Cinelu)[3]
- Crystal Rain, 2016 (mit Gwilym Simcock, Chris Jennings und Asaf Sirkis)
- Fly Fly, 2019 (mit Pierre Durand, Chris Jennings, Jean-Luc Di Fraya)